# Мардзаботто
Мардзабо́тто (итал. Marzabotto) — коммуна в Италии, расположена в области Эмилия-Романья, подчиняется административному центру Болонья.
Население коммуны, на 01.01.2024 года, составляет 6885 человек, плотность населения — 92,59 чел./км². Коммуна занимает площадь 74 км². 
Почтовый индекс — 40043. Телефонный код — 051.
Покровителем населённого пункта почитаются святой Иосиф и святой Карл. Праздник ежегодно празднуется 19 марта.

## История
Город был построен у подножия холма Мизанелло этрусками в 8—7 веке до нашей эры. Характерна планировка строго по сетке с улицами от 12 до 15 метров шириной, обустроенными водосточными каналами.  На самом холме, являющимся религиозным центром, были найдены фундаменты пяти храмов. Находки раскопок, начавшихся в 19 веке и продолженных по окончании Второй Мировой Войны, были настолько впечатляющими, что некоторые авторы назвали Мирдзаботто "этрусскими Помпеями". Город был разрушен во время Гальского нашествия в IV веке до нашей эры.
С 29 сентября по 5 октября 1944 года немецкие оккупанты уничтожили в ходе карательной акции около 770 местных жителей — среди них около 200 несовершеннолетних. Более трети убитых (316 человек) составляли женщины.